# Nicotiana graciliflora
Nicotiana graciliflora är en potatisväxtart som beskrevs av Addison Brown. Nicotiana graciliflora ingår i släktet tobak, och familjen potatisväxter. Inga underarter finns listade i Catalogue of Life.